# Wilhelm Lyth
Georg Wilhelm Lyth (i riksdagen kallad Lyth i Stockholm), född 5 januari 1835 i Visby stadsförsamling, Gotlands län, död 5 augusti 1918 i Klara församling, Stockholms stad, var en svensk instrumentmakare och politiker. Hans farbror var kyrkoherden och riksdagsmannen Anton Julius Lyth och han var far till Paul Lyth.
Lyth var ledamot av riksdagens andra kammare 1888–1890, invald i Stockholms stads valkrets. Han tillhörde Nya lantmannapartiet.
Wilhelm Lyth är gravsatt på Norra begravningsplatsen utanför Stockholm.